# Gele granietuil
De gele granietuil (Polymixis flavicincta) is een nachtvlinder uit de familie Noctuidae (uilen). De voorvleugellengte bedraagt tussen de 17 en 22 millimeter. De soort komt verspreid over Europa voor. Hij overwintert als ei.

## Waardplanten
De gele granietuil heeft als waardplanten diverse grassen en kruidachtige planten, waaronder munt, paardenbloem, kruiskruid, wilgenroosje, en soms zelfs fruitbomen. De habitat bestaat uit vochtige weiden en ruigtes en rivieroevers.

## Voorkomen in Nederland en België
De gele granietuil is in Nederland een zeer zeldzame soort, die weleens in het Gooi wordt gezien. In België is de soort ook zeer zeldzaam aan de kust en in het zuiden. De vlinder kent één generatie die vliegt van eind augustus tot in november.